# Cagiallo
Cagiallo  är en ort i kommunen Capriasca i kantonen Ticino, Schweiz. 
Cagiallo var tidigare en självständig kommun, men 2001 bildade Cagiallo och sex andra kommuner den nya kommunen Capriasca. I den tidigare kommunen ingick även byn Oggio.